# Radiazione ottica
Per radiazione ottica si intende la radiazione elettromagnetica associata a lunghezze d'onda comprese tra 100 nm e 1 mm, includendo quindi la radiazione infrarossa, lo spettro visibile e la radiazione ultravioletta. Le onde elettromagnetiche in questo intervallo obbediscono alle leggi dell'ottica: possono essere focalizzate e rifratte, ad esempio, con lenti.
Si tratta di un tipo di radiazioni non ionizzanti (NIR), con campi elettromagnetici (EMF).

## Tipi

Pittogramma di sicurezza di avvertimento per il rischio associato a radiazione ottica naturale (cioè la radiazione solare), definito dalla norma ISO 7010.

Pittogramma di sicurezza di avvertimento per il rischio associato a radiazione ottica artificiale, definito dalla norma ISO 7010.

Le radiazioni ottiche possono essere distinte in:
- radiazioni ottiche artificiali: prodotte da sorgenti artificiali, comprese le sorgenti coerenti (laser[2]) e le sorgenti non coerenti (ovvero tutte le altre sorgenti artificiali,[2] come lampade UV, lampadine comuni, riscaldatori radianti, apparecchiature per saldatura, ecc.).
- radiazioni ottiche naturali: prodotte dal sole (che è una sorgente non coerente).[2]

La radiazione ottica può essere distinta inoltre in radiazione ultravioletta (UV), spettro visibile all'uomo (VIS) e radiazione infrarossa (IR).

## Effetti dell'esposizione
L'esposizione alle radiazioni ottiche può avere effetti negativi sulla salute. Tutte le lunghezze d'onda in questa gamma dello spettro, dagli ultravioletti agli infrarossi, possono produrre danni termici agli strati superficiali della pelle e agli occhi. Quando proviene da fonti naturali, questo tipo di danno termico è chiamato "scottatura solare". I danni termici derivanti dalle radiazioni infrarosse possono verificarsi anche nei luoghi di lavoro (come nelle fonderie), dove tali radiazioni sono generate da processi industriali.
La luce UV ha abbastanza energia da poter causare effetti diretti sulla struttura delle proteine nei tessuti, ed è cancerogena per gli esseri umani. Le esposizioni professionali alla luce UV si verificano, ad esempio, nelle operazioni di saldatura e brasatura. Un'eccessiva esposizione ai raggi UV naturali o artificiali comporta danni immediati (acuti) e a lungo termine (cronici) agli occhi e alla pelle.

## Legislazione e standard
L'Unione europea ha stabilito i requisiti minimi armonizzati per la protezione dei lavoratori contro i rischi derivanti dall'esposizione alle radiazioni ottiche artificiali (ad esempio UVA, laser, ecc.) nella Direttiva 2006/25/CE.